# Беки Албъртали
Беки Албъртали (на английски: Becky Albertalli) е американска психоложка и писателка на произведения в жанра юношески любовен роман.

## Биография и творчество
Беки Албъртали, с рождено име Беки Голдщайн, е родена на 17 ноември 1982 г. в Атланта, Джорджия, САЩ, в либерално еврейско семейство. Има по-малки брат и сестра. Израства в предградията на Атланта. Завършва психология в Уеслианския университет. Премества се във Вашингтон, окръг Колумбия, където получава докторска степен по клинична психология. Работи като психолог до 2012 г. специализирайки се в работата с деца и тийнейджъри. След раждането на първия си син започна да пише.
Първият ѝ роман „С обич, Саймън“ от поредицата „Саймън срещу програмата за Хомо Сапиенс“ е издаден през 2015 г. Елекронната поща на главния герой, Саймън Спиър, е хакната от съученика му Мартин, който използва това, за да изнудва Саймън да му помогне да спечели момичето, по което си пада Мартин. Романът става бестселър в списъка на „Ню Йорк Таймс“ и я прави известна. Удостоен е с наградата „Уилям К. Морис“ на Американската библиотечна асоциация за най-добър дебютен роман в областта на младежката литература. През 2018 г. романът е екранизиран в едноименния телевизионен филм с участието на Ник Робинсън, Дженифър Гарнър и Джош Дъмел. През 2020 г. по идеите на романа е направен телевизионния сериал „С любов, Виктор“ с участието на Ник Робинсън, Майкъл Чимино и Рейчъл Хилсън.
Беки Албъртали живее със семейството си в Атланта. През август 2020 г. Албъртали разкрива, че е бисексуална.

## Произведения

### Самостоятелни романи
- The Upside of Unrequited (2017)
- Yes No Maybe So (2019) – с Айша Сайед
- Kate in Waiting (2021)

### Серия „Саймън срещу програмата за Хомо Сапиенс“ (Simon Vs. the Homo Sapiens Agenda)
1. Simon Vs. the Homo Sapiens Agenda (2015) – издаден и като Love, Simon
С обич, Саймън, изд.: ИК „Ибис“, София (2018), прев. Вера Паунова
2. Leah on the Offbeat (2018)
3. Love, Creekwood (2020)

### Серия „Какво ако сме ние“ (What If It's Us) – сАдам Силвера
1. What If It's Us (2018)
2. Here's to Us (2021)

### Екранизации
- 2018 С любов, Саймън, Love, Simon
- 2020 С любов, Виктор, Love, Victor – тв сериал, 10 епизода, по идея на романа „С обич, Саймън“